# 小泉ニロ
小泉 ニロ（こいずみ にろ、1981年7月9日 - ）は、日本の女性歌手。身長158cm。本名：二口智子（ふたくち ともこ）。

## 概要
ジャンルはボサノヴァが主であり、ギターを弾きながら歌唱する弾き語りのスタイルをとっている。ギターは中出六太郎作の1967年製ガットギター（ピエゾピックアップ加工済み）を使用している。歌手活動のかたわら、編集プロダクションであるオフィスNILOの代表、および自転車フリーマガジン『ふたつの輪』編集長を務めている。過去にはフリーマガジン『大阪働女100』の編集長を務めていた。
プライベートでは村上春樹の『走ることについて語るときに僕の語ること』に触発され、日課として10キロのランニングを行なっており、ハーフマラソンへの出場歴もある。将来フルマラソン完走を目指している。
2009年からはトライアスロンにも挑戦、自身のチームも持っている。
2010年に独立しドイツに移住、以後ヨーロッパで活動を開始。アーティスト名も、NILOに改め、ドイツと日本の両国で活動。
自身のレーベルJuli Recordsにて、ドイツと日本の両方で楽曲を制作している。

## 略歴
- 2002年
  - 北海道より上京。
- 2005年
  - 2006年まで、2人組ユニットであるLove Smooth Grooveのボーカルとしての他、本名の二口智子およびNILO名義でソロ活動を行なう。
- 2007年
  - 1月、大阪府へ移住。以降大阪を中心に活動を始める。
  - 6月、10月までフリーマガジン『大阪働女100』編集長を務める。
  - 6月13日、iTunes Storeでアルバムからの先行配信となるEP『Bossa@NILO』が配信開始。
  - 7月11日、アルバム『Bossa@NILO』でGIZA studioより現在の名義でデビュー。
  - 8月5日、FM OSAKAにて初のレギュラー番組『小泉ニロのBossa@NILO』が放送開始。
  - 10月7日より、MBSラジオ『加藤ヒロユキ音楽のソムリエ』にレギュラー出演（2008年3月30日まで）。
  - 12月19日デビューアルバム『Bossa@NILO』が『ADLIB』（スイングジャーナル社刊）の選定する「アドリブ・アワード2007」にて国内ニュー・スター賞を受賞。
  - 12月21日、インターネット上の仮想空間である『Second Life』内でバーチャルライブを実施。
- 2008年
  - 3月1日、編集プロダクションとしてオフィスNILOを起業。代表を務める。
  - 4月25日、自転車の復権を目指すフリーマガジン『ふたつの輪』を創刊。編集長を務める。
  - 6月4日、2枚目のアルバム『Bossa@NILO 〜Ipanema〜』を発売。
  - 7月6日、自転車ロードレース『第1回ツール・ド・宮古島2008大会』完走パーティーにおいて、ワンマンライブを行なう。
- 2010年
  - 6月、後述のトライアスロン大会へのエントリーが縁で北海道東川町の観光大使に就任。
  - 7月、札幌で行われたSAPPORO CITY JAZZ 2010の出演を最後に、それまで所属していたGIZA studio、及びGIZA JAZZを離れてフリーで活動。名義も小泉ニロからNILOに改める
  - 8月8日、第4回大雪山忠別湖トライアスロンinひがしかわにゲスト出場し完走、閉会式にてミニライブを行う。
  - 11月、ヨーロッパへ発ち、以後ドイツ（バイエルン州、ミュンヘン）に移住。
- 2011年
  - 10月、マルタ共和国にて、第二回マルタトライアスロンに出場し、完走。
- 2013年
  - 1月、NILOとしてのミニアルバムを日本で発売。
- 2015年　
  - 藤井康一をプロデューサーに迎え、アルバム「夏の少年」をリリース。
- 2018年2月、福盛進也をプロデューサーに迎え、ミニアルバム「3」をリリース
- 2020年2月　ピアニスト酒井雅子とのピアノユニット「かるいのりのいるか/kaRuinoLinoiRuka」の1st アルバムをリリース
- 2022年5月　かるいのりのいるかのミニアルバム「冬の春」をデジタルリリース
- 2022年8月　ブラジリアンパーカッショニストのRINDA☆とのユニット、「NILO&RINDA☆」名義で、ミニアルバム「風のうた」をリリース

## ディスコグラフィー

### アルバム
| 枚   | 発売日        | タイトル               | 規格品番 | 収録曲 |
| ---- | ------------- | ---------------------- | -------- | ------ |
| 1st  | 2007年7月11日 | Bossa@NILO             |          |        |
| 2nd  | 2008年6月4日  | Bossa@NILO 〜Ipanema〜 |          |        |
| 3rd  | 2009年1月21日 | Bossa@NILO 〜Goodies〜 |          |        |
| 4th  | 2009年9月16日 | 小泉ニロ               |          |        |
| 5th  | 2013年1月23日 | 再生                   |          |        |
| 6th  | 2015年9月16日 | 夏の少年               |          |        |
| ７th | 2018年2月8日  | ３                     |          |        |
| ８th | 2020年2月20日 | かるいのりのいるか     |          |        |
| ９th | 2022年8月3日  | 風のうた               |          |        |

### 配信限定アルバム
| 枚  | 発売日        | タイトル   | 規格品番 | 収録曲 |
| --- | ------------- | ---------- | -------- | ------ |
| 1st | 2007年6月13日 | Bossa@NILO |          |        |
| 2nd | 2022年5月1日  | 冬の春     |          |        |

### 配信限定シングル
| 枚  | 発売日 | タイトル | 規格品番 | 収録曲 |
| --- | ------ | -------- | -------- | ------ |
| 1st | 2012年 | 美しい   |          |        |

## 出演

### ラジオ
- 小泉ニロのBossa @ NILO（FM大阪）
- 小泉ニロの「みんなの北海道」（MBSラジオ　2008年10月5日～2010年6月）※インターネット配信あり
- NILO'S Saturday Wave（愛知国際放送　2009年4月～2009年12月）
- 小泉ニロ～slow CAFE（愛知国際放送　月～木　11：00～11：15　2010年1月～7月1日）